# Divinefire
Divinefire – szwedzka grupa muzyczna wykonująca power metal z wpływami thrash metalu i progresywnego rocka. Zespół powstał w 2004.

## Muzycy
- Jani Stefanovic – śpiew, gitara
- Christian Rivel – śpiew
- Andreas Olsson – śpiew, gitara basowa
- Patrik Gardberg – śpiew, gitara
- Anders Berlin – śpiew, instrumenty klawiszowe
- Andreas Johansson – instrumenty perkusyjne
- Torbjörn Weinesjö – gitara

### Gościnnie na wydawnictwach zespołu wystąpili
- Thomas Vikström – śpiew
- Fredrik Sjöholm – śpiew
- Carljohan Grimmark – śpiew
- Eric Clayton – śpiew

## Dyskografia
- (2004) Glory Thy Name
- (2005) Hero
- (2006) Into A New Dimension
- (2008) Farewell
- (2011) Eye of the Storm